# Arsen Borissowitsch Kozojew

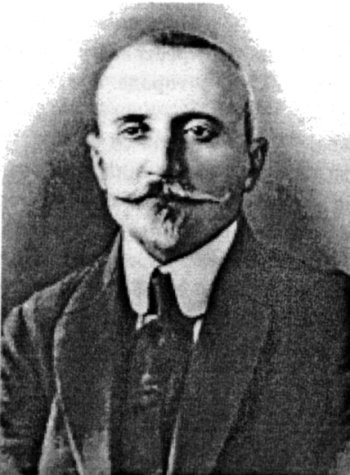
Arsen Kozojew

Arsen Borissowitsch Kozojew (russisch Арсен Борисович Коцоев; ossetisch Коцойты Бибойы фырт Арсен/Kozoity Bibojy fyrt Arsen; * 15. Januar 1872 in Gisel, heute Bezirk Prigorodny, Nordossetien; † 4. Februar 1944 in Ordschonikidse, heute Wladikawkas) war ein ossetischer Schriftsteller. Er gilt als einer der Schrittmacher ossetischer künstlerischer Prosa.

## Leben

### Kindheit und Studium
Kozojew entstammte einer armen Bauernfamilie, ging mit neun Jahren in die Dorfschule und besuchte danach ein Seminar in Ardon. Während dieser Zeit wuchs seine Begeisterung für Literatur. Mit neun Freunden lief er aus Ardon zu Fuß nach Wladikawkas, um Kosta Chetagurow zu sehen.
Krankheitsbedingt konnte er das Seminar nicht beenden und kehrte in sein Heimatdorf zurück, wo er sich mit literarischer Tätigkeit beschäftigte. Er schickte seine Erzählungen an Zeitungen wie Terskije wedomosti und Kasbek, die sie unter seinem Pseudonym Habosch, Botasch oder A.K. veröffentlichten.

### Lehrer und Journalist
Kozojew war zunächst Lehrer. 1899 traf er Kosta Chetagurow auf einem Lehrerkongress erneut. Wegen Atheismus-Propaganda wurde er aus der Schule entlassen. Wegen einer Beteiligung am Bauernaufstand 1899 verlor er das Aufenthaltsrecht im Gebiet Terskaja.
Er wechselte nach Südossetien. Dort begann er erneut an Schulen zu lehren und publizierte Artikel in transkaukasischen Zeitschriften. 1910 begann er in Tiflis die Zeitschrift Æfsir (dt. Ähre) zu verlegen, wo seine ersten ossetischen Erzählungen veröffentlicht wurden. Die Zeitschrift spielte eine große Rolle in der Entwicklung ossetischer Literatur und Publizistik, wurde jedoch schon nach 14 Ausgaben eingestellt.
1912 zog Kozojew nach Sankt Petersburg, arbeitete dort unter anderem für die von Lenin gegründete bolschewistischen Zeitung Prawda als Korrektor. Er veröffentlichte dort verschiedene Erzählungen, darunter Geträumt und Genosse.

## Auszeichnungen
1939 wurde Kozojew für „herausragende Verdienste in der Gesellschaft und Aufklärungstätigkeit“ mit dem Orden Ehrenabzeichen ausgezeichnet.
Nach seinem Tode wurde Kozojew auf dem Hofe des K.-L.-Chetagurow-Museums in Wladikawkas begraben. Die Städte Wladikawkas und Beslan benannten Straßen nach ihm.

## Werk
Die Mehrheit der Erzählungen von A. B. Kozojew haben tragischen Charakter. Die meisten Ereignisse handeln von den strengen Bräuchen der Gebirgsbewohner: besonders der Blutrache („Сæумæрайсом“ (Frühmorgens) „Фынддæс азы“ (Fünfzehn Jahre) etc.). Die Erzählungen schildern die Leiden der armen Gebirgsbewohner, die ihr letztes Geld für schamanische Beschwörungen verschwenden.
In anderen Werken kritisiert Kozojew in künstlerischer Form den Brauch der Kolym-Auszahlung: der Held der Erzählung „Афтæ дæр вæййы“ (So kommt es vor) stiehlt Schafe aus der Herde seines Schwiegervaters, um in Raten Kalym auszuzahlen. Eines Nachts wird er aber beim versuchten Pferdediebstahl getötet; die letzten Worte des Helden waren: möge Gott meinem Schwiegervater Xodzau (Kolym) nicht vergeben, seinetwegen wurde mir das Stehlen zur Leidenschaft.
„Er schaffte Abbilder der Tragik des Lebens. Kompliziert, wie die Welt selbst, gestaltet Arsen die Wege seiner Helden …“, schreibt über ihn der ossetische Literaturwissenschaftler Dschikajew in einem Aufsatz, veröffentlicht in einem Werk der Kozojew-Ausgabe (Uacmischtae. Ordschonikidse, 1971).
In der Novelle „Dzhanaspi“ (1940) zeigt Kozojew den Klassenkampf und den Sieg der Kolchosordnung, schafft die Weisen der neuen Leute des ossetischen Dorfes.
Seiner Feder entstammt auch der Roman..., der vom Leben der Gebirgsbewohner in einer Großstadt erzählt. Der Werk ist nur nach den Fragmenten bekannt, die in der Zeitung „Ræstdsinad“ (1923 J., Nummer 11–17) veröffentlicht wurden; das erste Ausschnitt wurde von der Einleitung der Redaktion begleitet: „Der Roman wird bald als abgesondertes Buch herauskommen, und wir drücken vorerst einige Fragmente“.
In der Übersetzung von Kozojew sind Erzählungen von Puschkin ausgegeben worden.
Die Manuskripte von Kozojews Werken sind nicht erhalten, was die Lesart erschwert. Zum Beispiel, wurden die Reihe der Erzählungen – „Ханиффæ“ (Chanyffæ) etc. – in verschiedenen Varianten verlegt, wobei unverständlich ist, welche Korrekturen von Kozojew beigetragen wurden, und was man auf redaktionelle Korrekturen beziehen muss.

## Dichtungen

### Auf Ossetisch
- Радзырдтæ. Цхинвал (Zchinwali) 1924
- Радзырдтæ. Мæскуы (Moskau) 1927
- Радзырдтæ. Цхинвал (Zchinwali) 1929
- Радзырдты æмбырдгонд. 1-аг чиныг. Орджоникидзе (Ordschonikidse) 1934.
- Фыдбылыз, Цæукъа æмæ фыркъа, Ханиффæйы мæлæт, Джанаспи. Орджоникидзе (Ordschonikidse) 1940
- Уацмыстæ: фыццаг том. Дзæуджыхъæу (Dsaudschikau) 1949
- Уацмыстæ. Орджоникидзе (Ordschonikidse) 1971

### Auf Russisch
- Избранные рассказы. М. 1952
- Саломи: Избранные рассказы. М. 1959